# Route du Haut-Limousin
La route du Haut-Limousin est un circuit touristique du Limousin, situé exclusivement dans le département de la Haute-Vienne, et qui relie les communes de Saint-Junien et Bessines-sur-Gartempe.

## Tracé
- Saint-Junien
- Saint-Brice-sur-Vienne
- Saint-Victurnien
- Oradour-sur-Glane
- Cieux
- Montrol-Sénard
- Mortemart
- Blond
- Bellac
- Peyrat-de-Bellac
- La Croix-sur-Gartempe
- Saint-Sornin-la-Marche
- Darnac
- Thiat
- Oradour-Saint-Genest
- Le Dorat
- Magnac-Laval
- Droux
- Rancon
- Balledent
- Châteauponsac
- Saint-Pardoux
- Bessines-sur-Gartempe